# Зарянское сельское поселение (Волгоградская область)
Заря́нское се́льское поселе́ние — муниципальное образование в составе Калачёвского района Волгоградской области.
Административный центр — посёлок Заря.

## История
Зарянское сельское поселение образовано 20 января 2005 года в соответствии с Законом Волгоградской области № 994-ОД.

## Население
| 2010 | 2012  | 2013  | 2014  | 2015  | 2016  | 2017 |
| ---- | ----- | ----- | ----- | ----- | ----- | ---- |
| 1091 | ↘1073 | ↘1058 | ↘1048 | ↘1036 | ↘1013 | ↘997 |
| 2018 | 2019  | 2020  | 2021  |       |       |      |
| ↘987 | ↘968  | ↘964  | ↘949  |       |       |      |

## Состав сельского поселения
| № | Населённый пункт | Тип населённого пункта          | Население |
| - | ---------------- | ------------------------------- | --------- |
| 1 | Заря             | посёлок, административный центр | 664       |
| 2 | Пархоменко       | посёлок                         | 427       |